# 山内麻里子
山内麻里子（やまうち まりこ、作家名義：山内パンプキンは日本のミュージシャン、映画監督。北海道出身。血液型はO型。

## 来歴
ロックバンド「ナスカ」のキーボード、コーラス、作詞作曲を担当している。
- 1999年に日本映画学校（現・日本映画大学）入学。2001年に同校の卒業制作作品『キネマ通りの人々』の監督・脚本・音楽を手がける（出演:坂井三恵、平田満、蒼井優、佐藤允）。 同作により翌年の東京国際映画祭において企画された女性監督特集で取り上げられる。2002年から報道ステーションなどテレビ朝日系報道番組の音響効果の仕事を経て、2004年にはコナミデジタルエンタテインメントよりロックバンド「ナスカ」のキーボード・ギター・コーラスとしてメジャーデビュー。2006年よりユニバーサルミュージックで活動している。他アーティストへの楽曲提供の時は「山内パンプキン」名義。

## 作品

### 映像作品
『キネマ通りの人々』
- 東京国際映画祭女性監督特集招待作品
- 古湯映画祭招待作品
- KOREA INTERNATIONAL YOUTH FILM FESTIVAL招待作品
- しんゆり映画祭共催ドイツ・デュッセルドルフNRW日本デー上映作品
- 小川銀映座第3回上映作品

### 映像音楽作品
- 岡本喜八監督作品「助太刀屋助六」〜Making of Kihachi Sprits〜 （音楽・ナレーション）
- NTTdocomo十周年記念スペシャル 情熱メッセージ『伝えたい』（音楽）
- 日中国交三十周年特別番組 常盤貴子の上海愛情物語 〜元気な風に吹かれたい〜（音楽）
- ドキュメンタリー国境なき医師団シリーズ （音楽）